# Schiffweiler
Schiffweiler – gmina w zachodnich Niemczech, w środkowej części kraju związkowego Saara, w powiecie Neunkirchen.

## Geografia
Gmina leży w Zagłębiu Saary.
Gmina ma powierzchnię 21 km², zamieszkuje ją 16 400 osób (2010).
Schiffweiler położone jest ok. 18 km na północny wschód od Saarbrücken, ok. 150 km na południe od Bonn i ok. 80 km na południowy wschód od Luksemburga.

## Podział administracyjny
W skład gminy wchodzą cztery części gminy:
- Heiligenwald
- Landsweiler-Reden
- Schiffweiler
- Stennweiler

## Historia
Miejscowość Schiffweiler pierwszy raz wspominana jest w 893. Podczas wojny trzydziestoletniej wieś została całkowicie zniszczona, ponownie pierwsza rodzina osiedliła się tutaj w 1664 r.
Uprzemysłowienie regionu nastąpiło w połowie XIX wieku, wówczas otworzono kopalnie Reden (1847) i Itzenplitz (1856). Niektóre dokumenty mówią o wydobyciu węgla kamiennego w okolicy już w 1430. Najstarsza odkryta kopalnia pochodzi z 1766. Górnictwo przez 150 lat miało dobry wpływ na całą gminę. Oczywiście wydobycie miało także złe strony, po zakończeniu wydobycia wiele domów dla bezpieczeństwa musiało zostać zniszczonych. Największa katastrofa górnicza wydarzyła się w styczniu 1907, w kopalni Reden zginęło 150 osób. Po ostatecznym zamknięciu kopalni w 1995 struktura Schiffweiler została zmieniona.
Gmina w obecnym kształcie powstała w 1974 z połączenia gmin Heiligenwald, Landsweiler-Reden i Stennweiler.

## Polityka

### Burmistrzowie (Bürgermeister)
- 1988–2006: Friedhelm Frisch, SPD
- 2006 – 29 marca 2010: Wolfgang Stengel, SPD
- od 19 września 2010: Markus Fuchs, SPD

### Rada gminy
Rada gminy składa się z 33 członków:
|      |                                   | CDU  | SPD  | FBL  | Pozostali | Razem |
| 2004 | Miejsca                           | 11   | 19   | 3    | 0         | 33    |
|      | Porównanie z poprzednimi wyborami | -1   | 0    | +1   | 0         |       |
|      | Procent                           | 32,4 | 53,1 | 11,2 | 3,4       |       |
|      | Porównanie z poprzednimi wyborami | -3,4 | -1,0 | +5,1 | -0,6      |       |

## Zabytki i atrakcje
Heiligenwald
- rozdzielnia kolejowa z 1890
- maszynownia z 1886
- wieża wyciągowa i inne zabudowania kopalni
- ewangelicki kościół parafliany pw. św. Wawrzyńca (St. Laurentius) z 1927-1928
- szkoła z 1934, obecnie dom
- zabudowania dworca kolejowego z 1860
- silnik parowy w Pumpenhaus, z 1878-1879

Landsweiler-Reden
- Centrum Biodokumentacji (Zentrum für Biodokumentation), muzeum w budynkach kopalni
- budynki mieszkalne przy Koloniestraße 1-32, z 1920-1921
- budynki mieszkalne przy Madenfelderhofstraße 1-47 (numery nieparzyste), z 1920-1921
- budynki mieszkalne przy Madenfelderhofstraße 2-62 (numery parzyste), z 1920-1921
- szyb kopalni Reden
- wieża wyciągowa nr 4 z 1939
- wieża wyciągowa nr 5 z 1949
- pomniki upamiętniające katastrofy górnicze przy Am Bergwerk Reden, z 1907 i 1869
- maszynownia nr 4 z 1938
- maszynownia nr 5 z 1916/1917
- hala sprężarek z 1893
- budynki administracyjne kopalni (1935-1938)
- pomnik Górnika z 1937, autor: Fritz Koelle
- szkoła i łaźnia przy Am Rathausberg 1, z 1904-1906, obecnie przebudowana jako dom wielorodzinny
- budynek Inspekcji Górnictwa z 1866, przebudowany na budynek usługowy
- gospodarstwo przy Hauptstraße 153/155, z 1750, przebudowany w 1855
- ewangelicki kościół parafialny z 1901-1903
- katolicki kościół parafialny pw. Najświętszego Serca Jezusowego (Herz Jesu) z 1897-1900, według planów Lamberta von Fisenne
- katolicki Dom Wspólnotowy z 1927-1928

Schiffweiler
- domy robotnicze przy Gasstraße 12-20 (numery parzyste), z końca XIX w.
- dawny ratusz i szkoła z 1876-1879
- szkoła z 1820
- ratusz z 1878-1879, dobudowa w 1913
- katolicki kościół parafialny z 1905
- gospodarstwo przy Bauernstraße 6, z 1850
- dom przy Bauernstraße 17, z 1849
- willa Irene z 1900, projekt Karla Fischera
- budynki przy Hauptstraße 43 i 44, z 1905 i 1907-1908
- katolicki kościół parafialny pw. św. Marcina (St. Martin) z 1867-1869, wybudowany według projektu Carla Friedricha Müllera
- gospodarstwo przy Klosterstraße 20 z 1833
- dzwon ewangelickiego kościoła Ottweiler z 1519
- most kolejowy z 1879
- miejsce upamiętnienia I wojny światowej przy Parkstraße

Stennweiler
- pomnik przy Friedhofstraße, z 1890
- nagrobki Eheleuta Johanna Schorra i Kathariny Mailänder
- krzyż przy Herrengarten, z 1866
- gospodarstwo przy Herrengarten 8, tzw. Meyers Haus z 1724, przebudowana stajnia z II połowy XIX w.
- gospodarstwo przy Herrengarten 14, z XVIII w., przebudowa w XIX w.
- katolicki kościół parafialny pw. św. Barbary (St. Barbara) z 1912, według projektów Moritza Gomberta

## Infrastruktura
Po upadku górnictwa gmina stopniowo traciła wielkich pracodawców. Dzisiaj Schiffweiler jest typową gminą mieszkaniową. Między innymi przez brak przychodów z przemysłu zadłużenie gminy na osobę jest najwyższe w Saarze. W minionych latach intensywnie starano się o ściągnięcie nowych przedsiębiorstw.
Teren przemysłowy znajduje się w dzielnicy Heiligenwald, jednak planowane jest również utworzenie podobnej strefy w dzielnicy Landsweiler-Reden. Latem 2005 w tym celu została utworzona droga dojazdowa z drogi B41.

### Transport
W okolicach gminy znajdują się autostrady A1, A8 i A623 oraz droga krajowa B41.
Na terenie gminy znajduje się jedna stacja kolejowa i jeden przystanek:
- Landsweiler-Reden (Nahetalbahn)
- Schiffweiler (Primstalbahn)

## Oświata
- szkoła Podstawowa Heiligenwald
- szkoła Podstawowa Landsweiler-Reden
- szkoła Podstawowa Schiffweiler
- szkoła Podstawowa Stennweiler
- szkoła Zbiorowa Schiffweiler
  - filia w Heiligenwald
- przedszkole Landsweiler
- przedszkole Stennweiler
- Katolickie Przedszkole św. Elżbiety
- Kindertagesstätte św. Marcina

## Sport
SSV Heiligenwald
W Heiligenwald działa klub badmintonowy SSV Heiligenwald, stał się on znany dzięki zdobytemu tytułu mistrza Niemiec 1996.
FSG Schiffweiler
Klub piłkarski FSG Schiffweiler został założony w 1908 roku, jego byłym najbardziej znanym zawodnikiem był Anthony Tieku.

### Nordic Walking Park
Od 2007 tereny Itzenplitz są parkiem Nordic walking. Park oferuje ścieżki czterech stopni trudności. Proponuje się tutaj również uprawianie Nordic blading. W 2008 zorganizowano dużą imprezę dla Nordic walkerów, balnderów, jak i turystów pieszych.

## Osoby urodzone w Schiffweiler
- Johannes Hoffmann (ur. 23 grudnia 1890, zm. 21 września 1967) polityk CVP, premier Saary w latach 1947–1955
- Richard Kirn (ur. 23 października 1902, zm. 4 kwietnia), polityk, zastępca premiera Saary w latach 1947–1951, minister pracy Saary w latach 1952–1954
- Franz Maurer (ur. 16 kwietnia 1929, zm. 26 czerwca 2005), misjonarz
- Doris Pack (ur. 18 marca 1942), polityk (CDU), eurodeputowana
- Ralf Baptist Friedrich (ur. 30 listopada 1946), były członek Frakcji Czerwonej Armii
- Gerd Zewe (ur. 13 czerwca 1950), piłkarz, 440 gier w Bundeslidze
- Ralf Peter (ur. 28 stycznia 1968), śpiewak, kontratenor
- Philip Welker (ur. 13 listopada 1989), zawodnik reprezentacji Niemiec w badmintonie

## Współpraca
Schiffweiler posiada cztery miejscowości partnerskie:
- Frunzeńska (dzielnica Petersburga), Rosja
- Greifenburg, Austria
- Pétange, Luksemburg
- Welzow, Brandenburgia